# Kodjo Jean Claude Aziangbe
Kodjo Jean Claude Aziangbe (* 14. Dezember 2003), auch einfach nur Jean Claude genannt, ist ein togoischer Fußballspieler.

## Karriere

### Verein
Jean Claude stand bis 30. Juni 2023 in der U23 des al-Nasr Sports Club in Dubai in den Vereinigten Arabischen Emiraten unter Vertrag. Die erste Mannschaft spielte in der ersten Liga, der UAE Pro League. Als Juniorenspieler kam er hier 21-mal zum Einsatz. Am 1. Juli 2023 unterschrieb er hier auch seinen ersten Vertrag. Zwei Monate später wechselte er auf Leihbasis zum ukrainischen Erstligisten Sorja Luhansk. Für den Verein aus Luhansk bestritt er elf Erstligaspiele. Im Juni 2024 kehrte er nach der Ausleihe nach Dubai zurück. Anfang Juli 2024 ging er nach Japan, wo er einen Vertrag beim Erstligisten Yokohama F. Marinos unterschrieb.

### Nationalmannschaft
Jean Claude gab sein Nationalmannschaftsdebüt am 14. Juni 2023 in einen Freundschaftsspiel gegen Lesotho. Bei dem 2:0-Erfolg im Bidvest Stadium in Johannesburg wurde er in der 63. Minute für Samuel Asamoah eingewechselt.